# Дослідна (зупинний пункт, Одеська залізниця)
До́слідна — пасажирський залізничний зупинний пункт Херсонської дирекції Одеської залізниці.
Розташований в селищі Полігон Вітовського району Миколаївської області на лінії Миколаїв — Долинська між станціями Миколаїв (6,5 км) та Горохівка (3 км).